# Celano Football Club Olimpia 2008-2009
Questa voce raccoglie le informazioni riguardanti il Celano Football Club Olimpia nelle competizioni ufficiali della stagione 2008-2009.

## Rosa
| N. |                    | Ruolo | Calciatore          |
| -- | ------------------ | ----- | ------------------- |
|    | Italia (bandiera)  | C     | Paltermio Barbetti  |
|    | Italia (bandiera)  | C     | Simone Bognanni     |
|    | Italia (bandiera)  | A     | Giuseppe Caccavallo |
|    | Italia (bandiera)  | C     | Andrea Cesaro       |
|    | Italia (bandiera)  | D     | Luca Ciaccia        |
|    | Francia (bandiera) | D     | Sebastian De Maio   |
|    | Italia (bandiera)  | A     | Federico Dionisi    |
|    | Italia (bandiera)  | C     | Fabio Fanelli       |
|    | Italia (bandiera)  | C     | Luca Giunchi        |
|    | Italia (bandiera)  | P     | Stefano Goletti     |
|    | Italia (bandiera)  | C     | Stefano Mandorino   |
|    | Italia (bandiera)  | A     | Giordano Meloni     |
|    | Italia (bandiera)  | C     | Stefano Miccichè    |
|    | Italia (bandiera)  | C     | Francesco Mignona   |

| N. |                    | Ruolo | Calciatore                |
| -- | ------------------ | ----- | ------------------------- |
|    | Italia (bandiera)  | A     | Maikol Negro              |
|    | Italia (bandiera)  | D     | Luigi Morgante            |
|    | Italia (bandiera)  | A     | Alessandro Armellino Osso |
|    | Italia (bandiera)  | D     | Aldo Perricone            |
|    | Italia (bandiera)  | D     | Adriano Rossini           |
|    | Italia (bandiera)  | C     | Gabriele Sanci            |
|    | Italia (bandiera)  | D     | Salvatore Scrozzo         |
|    | Albania (bandiera) | A     | Henry Shiba               |
|    | Italia (bandiera)  | D     | Giacomo Villa             |
|    | Italia (bandiera)  | C     | Graziano Villa            |
|    | Italia (bandiera)  | P     | Sabino Vurchio            |
|    | Italia (bandiera)  | D     | Fabio Zaccardi            |
|    | Italia (bandiera)  | D     | Damiano Zanon             |